# Уткуль (река)
Уткуль — река в России, протекает по Зональному району Алтайского края. Устье реки находится в 9 км от устья реки Чемровка по правому берегу. Длина реки — 55 км, площадь водосборного бассейна — 984 км².

## Данные водного реестра
По данным государственного водного реестра России относится к Верхнеобскому бассейновому округу, водохозяйственный участок реки — Обь от слияния рек Бия и Катунь до города Барнаул, без реки Алей, речной подбассейн реки — бассейны притоков (Верхней) Оби до впадения Томи. Речной бассейн реки — (Верхняя) Обь до впадения Иртыша.